# ميكاو أوسوي
ميكاو أوسوي ( 15 أغسطس 1865 - 9 مارس 1926 ) مؤسس شكل من أشكال الممارسة الروحية المعروفة باسم الريكي ، تستخدم كعلاج مكمل للعلاج الجسدي والعاطفي، والأمراض العقلية. ، وقد درس أوسوي الريكي لأكثر من 2000 شخص خلال حياته، أوسوي توفي يوم 9 مارس 1926 نتيجة السكتة الدماغية.